# Cerro Saisay
La Cerro Saisay (8°44′10″N 71°51′33″O / 8.736, -71.8591) es un pico de montaña ubicado en el corazón de la Sierra Santo Domingo, al noreste de la ciudad de Mérida, Venezuela. A una altitud de 3.873 m s. n. m. el Cerro Saisay es una de las montaña más alta en Venezuela.

## Ubicación
El Cerro Saisay se encuentra al norte del valle de Micarache por la carretera Gavidia-Micarache. Desde la carretera sube una pendiente moderada, rodeada de lagunas y vegetación característica del páramo andino. Por el valle del sur de San Rafael de Mucuchíes son aproximadamente 8-10 km al sur para llegar al Cerro Sisay.